# Len zwyczajny

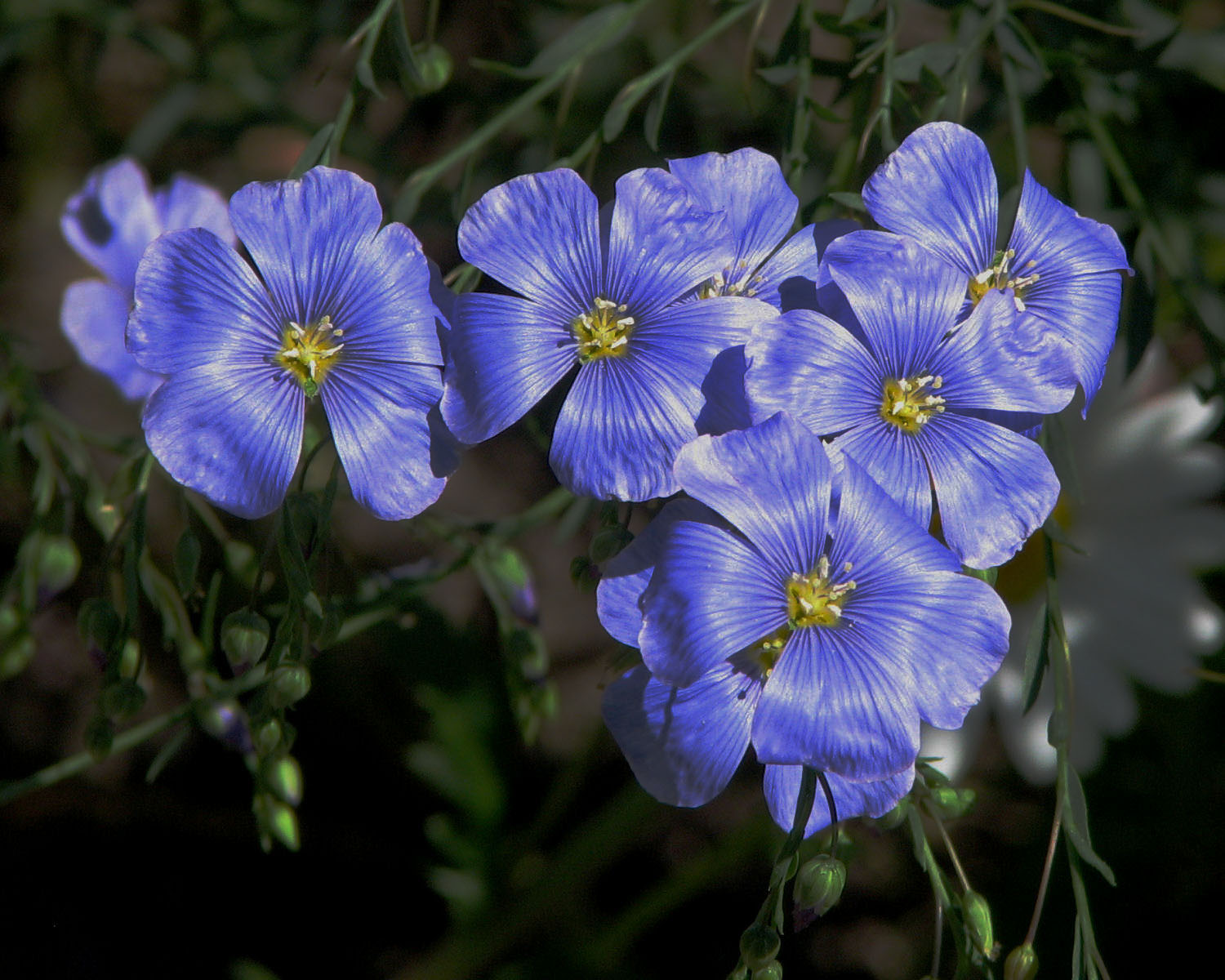
Kwiaty

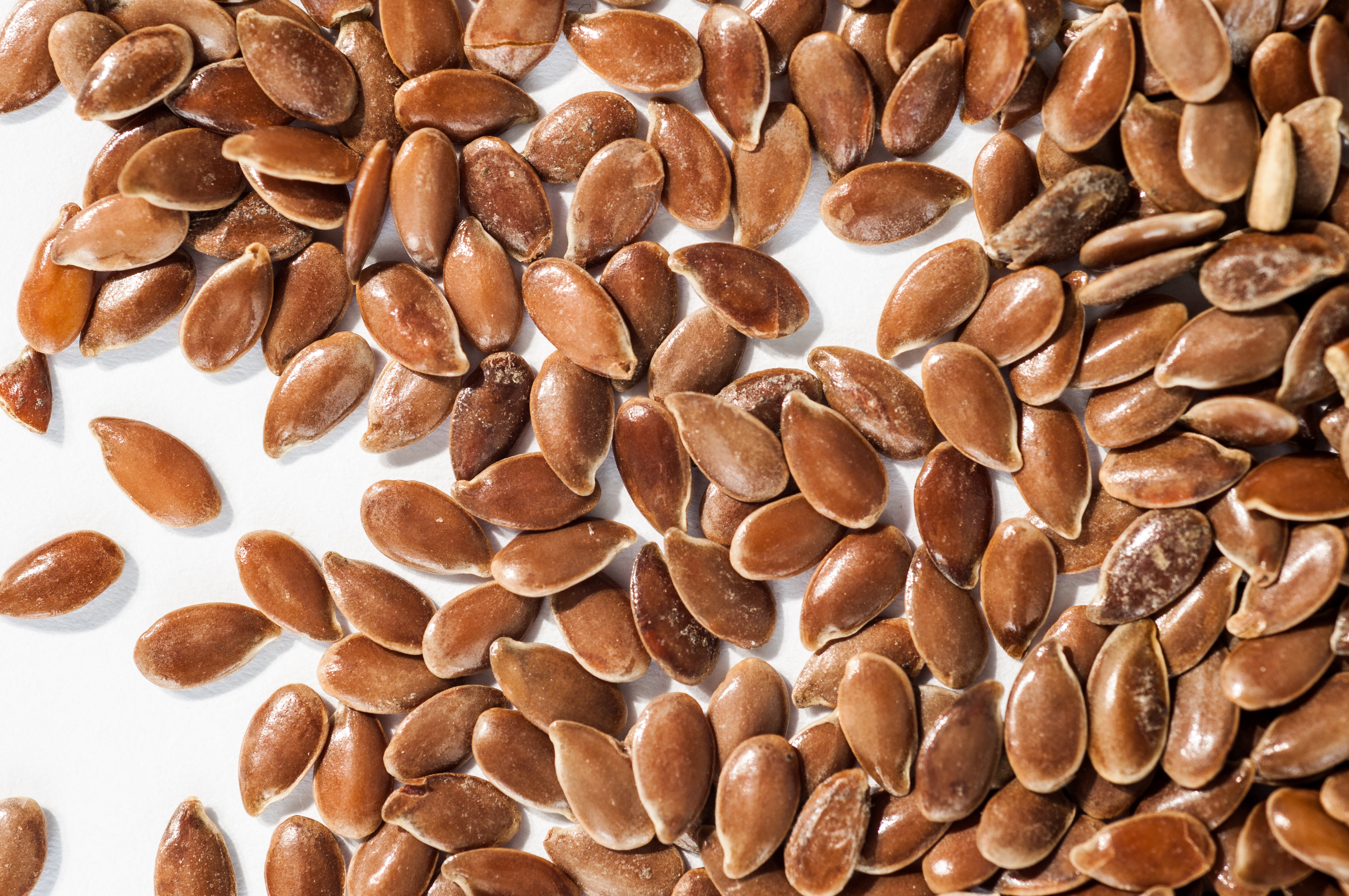
Nasiona lnu

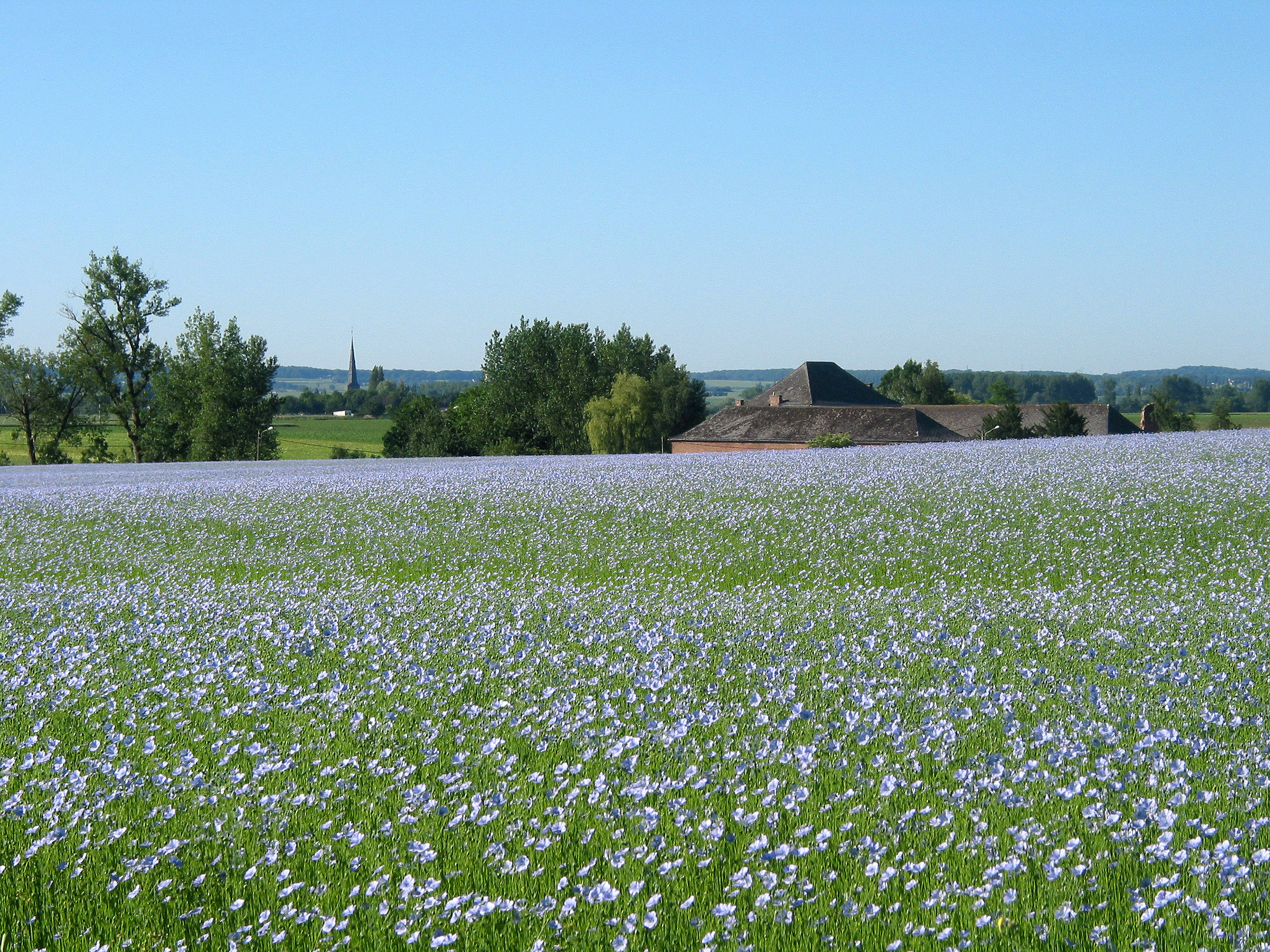
Uprawa lnu

Len zwyczajny (Linum usitatissimum L.) – gatunek rośliny należący do rodziny lnowatych (Linaceae). Pochodzi z Bliskiego Wschodu, z rejonu Żyznego Półksiężyca. Obecnie w stanie dzikim nie występuje, znany jest tylko z uprawy. W Polsce jest rośliną uprawną, czasami przejściowo dziczejącą (efemerofit).

## Morfologia
ŁodygaWzniesiona, prosta, cienka, naga, górą rozgałęziająca się. Ma wysokość 30-70 cm.
LiścieUlistnienie skrętoległe. Liście lancetowate, długo zaostrzone, 3 nerwowe i bez gruczołów u nasady.
KwiatyDziałki kielicha 3-5 nerwowe, bez gruczołów na brzegach, czasami postrzępione. Mają zaostrzone i delikatnie ząbkowane krawędzie. Kielich 2-3 razy krótszy od korony. Niebieskie (czasami białe) płatki korony o długości ok. 2,5 cm.
OwoceTorebki nasienne, pięciokomorowe, na szypułkach 2 – 5 razy dłuższych od owocu. Zawierają od 10 do 12 spłaszczonych oleistych nasion (patrz siemię lniane). Nasiono jest spłaszczone, o kształcie podłużnie jajowatym. Łupina nasienia jest ciemna czerwonawobrunatna lub żółta, gładka, błyszcząca. Nasiona mają 4-6 mm długości, 2-3 mm szerokości i 0,5-2 mm grubości; jeden koniec jest zaokrąglony, drugi koniec tworzy skośny szpic.

## Biologia i ekologia
Roślina jednoroczna. Kwitnie od czerwca do lipca. Liczba chromosomów 2n = 30, 32. Nasiona zachowują zdolność kiełkowania przez 10 lat. W klasyfikacji zbiorowisk roślinnych gatunek charakterystyczny dla All. Lolio-Linion, Ass. Spergulo-Lolietum.

### Własności trujące
W niedojrzałych nasionach występuje toksyczny aminokwas – linatyna, który w przewodzie pokarmowym ulega rozkładowi m.in. na silnie trujący kwas cyjanowodorowy. Gdy spożywa się całe nasiona powstają go bardzo niewielkie, śladowe ilości. Jednak przy spożywaniu nasion rozdrobnionych kwasu tego powstaje znacznie więcej, wówczas bowiem limaryna trawiona jest znacznie łatwiej. Dlatego też zmielonego siemienia lnianego nie należy jednorazowo spożywać więcej niż dwie łyżki. U ludzi zatrucia siemieniem lnianym zdarzają się rzadko, zdarzały się czasami dawniej, gdy dzieciom dawano większe ilości cukierków „oszukanych”, w których zamiast prawdziwego sezamu używano tańszego siemienia lnianego. Obserwowano jednak zatrucia cyjanowodorem u koni wypasanych wytłokami lnianymi.

## Zastosowanie

### Roślina lecznicza
Surowiec zielarskiNasienie lnu Semen Lini, popularnie nazywane siemieniem lnianym, oraz otrzymywany z nich olej lniany Oleum Lini. Nasiona zawierają  6% śluzu roślinnego, 30-40% oleju roślinnego, 20% białek, glikozydy cyjanogenne, enzymy, fitosterole, fenylokwasy. Spośród witamin najwięcej zawiera niacyny (1,4 mg na 100 g). Nasienie lnu jest bogatym źródłem fosforu i innych mikro i makroelementów.
| Aminokwasy |
| --- |
| - Izoleucyna - 1180 mg - Leucyna - 1617 mg - Lizyna - 932 mg - Metionina – 489 mg - Cystyna - 472 mg - Fenyloalanina - 1262 mg - Tyrozyna - 711 mg - Treonina - 1026 mg - Tryptofan - 395 mg - Walina - 1438 mg - Arginina - 2326 mg - Histydyna - 510 mg - Alanina - 1255 mg - Kwas asparaginowy - 2302 mg - Kwas glutaminowy - 4913 mg - Glicyna - 1416 mg - Prolina - 996 mg - Seryna - 1260 mg |

DziałanieZe względu na to, że śluz znajduje się w skórce, surowiec jest używany w stanie nie rozdrobnionym w postaci maceratów wodnych jako środek osłaniający w stanach zapalnych dróg oddechowych i przewodu pokarmowego (głównie żołądka). Ma właściwości lekko przeczyszczające na skutek pęcznienia w jelitach. Wykazuje też podobne jak tran działanie: wzmacnia kości, poprawia widzenie, regeneruje spojówkę i reguluje ciśnienie wewnątrzgałkowe. Zewnętrznie odwary lub wyciągi są stosowane w postaci okładów i kataplazmów jako środek przeciwzapalny przy ropniach, wypryskach, wrzodach, stanach zapalnych skóry, przy trądziku pospolitym, wysypce alergicznej, świądzie skóry i odleżynach.
Zbiór i suszenieSurowiec pochodzi z upraw i jest zbierany jako produkt uboczny przy uprawach lnu przemysłowego. Wysuszony przechowuje się w szczelnych, zamkniętych opakowaniach w suchym i chłodnym miejscu.

### Roślina włóknista
HistoriaLen zwyczajny jest jedną z najdawniej uprawianych roślin włóknistych. Uprawiano go już w neolicie przedceramicznym, czyli ok. 8500 lat p.n.e. Tkaniny wykonane z lnu znaleziono w grobowcach babilońskich pochodzących z okresu ok. 3000 lat p.n.e. W pochodzącym z X wieku p.n.e. kalendarzu z Gezer jeden z miesięcy nazywa się „miesiącem międlenia lnu”. W Biblii len wymieniony jest wielokrotnie, po raz pierwszy w Księdze Wyjścia (9,23-25,31), gdzie jest werset: „Len i jęczmień zostały zniszczone, ponieważ jęczmień miał już kłosy, a len kwiecie”. Przetwarzaniem lnu w czasach biblijnych zajmowały się kobiety, o czym świadczy werset z Księgi Przysłów (31,10-31): „O len się stara i wełnę ... sporządza sobie okrycia, ... płótno wyrabia, sprzedaje”. Rękopisy z Qumran owinięte były w lniane płótna, jego wiek ustalony w badaniach laboratoryjnych to około 70 r. n.e. Został on rozpowszechniony na terenie Basenu Śródziemnomorskiego za sprawą kupców fenickich. Następnie rozpowszechniony został w Europie, gdzie powstały jego uprawy i przemysł lniarski. Jego nasiona znaleziono w wykopaliskach w Biskupinie. Od roku 1794, gdy Whitney skonstruował mechaniczną odziarniarkę, zastosowanie tejże maszyny spowodowało spadek cen tkanin bawełnianych, co przyczyniło się do spadku produkcji lnu.
Mimo konkurencji bawełny i tworzyw sztucznych tkaniny lniane są nadal cenione. Z powodu występowania włókien na całej długości, łodygi lnu są wyrywane z korzeniami, a nie ścinane w czasie zbiorów. Włókna o różnej charakterystyce i zastosowaniach otrzymuje się z różnych części łodygi:
- z części środkowej łodygi otrzymuje się włókno długie, nadające się do produkcji wysokiej jakości przędz czesankowych, osnowowych i dalej tkanin,
- z części wierzchołkowej i korzeniowej powstaje włókno krótkie, nadające się do produkcji przędz zgrzebnych wątkowych.

#### Tradycyjna obróbka  lnu
Roszenie i moczenieUprzednio wysuszony i wymłócony len należy namoczyć lub rosić. Ma to na celu oddzielenie włókna od paździerzy, czyli od zdrewniałej części łodygi. Nazwa roszenie wzięła się od rosy, która była źródłem wilgoci dla słomy lnianej. Len rozkłada się cienką warstwą i rosi wodą, aby utrzymać odpowiedni poziom wilgoci. Po paru dniach (5 do 10) przewraca się go na drugą stronę, by całe łodygi wyrosiły się w jednakowym stopniu. Przy dostatecznej ilości ciepła i wilgoci roszenie powinno trwać ok. 3 tygodni, lecz może przedłużyć się dwukrotnie.
Kiedy słoma zmieni kolor z żółtego na szary, roszenie trzeba zakończyć. Jeśli paździerz łatwo oddziela się od włókna, a samo włókno jest mocne, lśniące i o tasiemkowatej strukturze, len należy zebrać. W innym wypadku trzeba pozostawić go do całkowitego wyroszenia.
Moczenie w wodzie to inny sposób roszenia, który daje ładne, jasne włókno. Rozkład kleju roślinnego zachodzi tu przy udziale bakterii, a nie jak w wypadku roszenia przy udziale pleśni. Najlepszymi warunkami dla rozwoju owych bakterii jest woda i stosunkowo wysoka temperatura (od 20 do 30 °C). Snopki układa się w sadzawce lub rzece i pozostawia na 4 tygodnie.
Gdy słoma lniana zostanie wyroszona lub wymoczona, trzeba ją wysuszyć. Wysuszoną słomę pozostawia się na kilka dni, by odleżała się i aby włókno nabrało elastyczności, i dopiero wówczas zabiera się do międlenia.
Międlenie i trzepanie lnuMiędlenie polega na mechanicznym połamaniu drewnika znajdującego się wewnątrz łodygi pod włóknem. Służą do tego międlice i tarlice (cierlice). Nie należy ściągać paździerzy przy międleniu, tylko połamać słomę i pozostawić przy włóknie. Przeciąganie międlonej słomy pod nożami międlnicy psuje włókno.
Następnie włókno poddaje się trzepaniu na terlicy, co polega na całkowitym usunięciu połamanej paździerzy. Dobrze wyroszone i zmiędlone włókno da się dobrze wytrzepać, źle wyroszona i zmiędlona słoma kruszy się lub nie oddziela od paździerzy.
Sortowanie włókienWyprawione włókno należy posortować na poszczególne gatunki, zależnie od wyglądu zewnętrznego. Dobre włókno o wysokiej jakości powinno być mocne, ciężkie, tasiemkowate, długie, miękkie, lśniące, czyste i o charakterystycznym dla włókna lnianego zapachu.
CzesanieWymiędlone i wytrzepane włókno musi zostać wyczesane na specjalnych grzebieniach o różnej gęstości kolców. Dawniej były to grzebienie drewniane. Później kolce drewniane zastąpiono metalowymi gwoździami. Czesanie włókna rozpoczyna się na grzebieniu z rzadziej rozstawionymi kolcami, aby dokładniej wyczesać je na grzebieniu gęstym.
Wyczesane i gotowe do przędzenia włókno skręca się w zwitki

### Roślina spożywcza
Najpierw uprawiano go właśnie jako roślinę spożywczą, później dopiero jako roślinę włókienniczą. Jadalne są nasiona zawierające dużo tłuszczu, białka, witamin i innych cennych składników. Starożytni Grecy spożywali je zmieszane z miodem. Obecnie dodawane są do niektórych rodzajów pieczywa, paluszków, ciastek, musli. Olej lniany używany jest do przygotowywania potraw. Ze względu na nietrwałość kwasu tłuszczowego z rodziny omega-3, który pod wpływem światła, powietrza oraz wysokiej temperatury ulega szybkiemu procesowi utleniania olej musi być przechowywany w warunkach chłodniczych bez dostępu światła i powietrza, a termin przydatności do spożycia jest stosunkowo krótki.

### Inne zastosowania
- Jest to roślina, której wszystkie części wykorzystuje się w przemyśle, a jedynym odpadem są pyły produkcyjne powstające w procesie jej przerobu.
- Roślina oleista.  Dostarcza cennego oleju jadalnego i przemysłowego. W przemyśle olej ten wykorzystywany jest do produkcji pokostu, farb, lakierów, kitu, żywic artystycznych, linoleum, cerat i in.[10]
- Wytłoki (makuchy) powstałe przy produkcji oleju z nasion, podobnie jak torebki nasienne (plewy), przerabiane są na pasze[10].
- Paździerze – powstałe w procesie pozyskiwania włókna, z połamanej, zdrewniałej części łodyg. Dawniej wykonywano z nich sznury, oraz płótno na worki, lub wykorzystywano jako materiał uszczelniający. Są też surowcem do produkcji płyt paździerzowych o podobnych właściwościach jak płyty wiórowe[13].
- Odpady roszarnicze – krótkie włókna z przyklejonymi paździerzami, których nie udało się oddzielić przy pozyskiwaniu włókna, są surowcem do produkcji wysokiej jakości papieru. Dawniej stosowane również jako materiał termoizolacyjny[13].
- Kosmetyka. W kosmetyce olej lniany używany jest jako środek przeciwłupieżowy i zapobiegający wypadaniu włosów. Jest składnikiem mydeł. kremów i maseczek. Dzięki temu, że zmiękcza skórę, oczyszcza i ma działanie przeciwzapalne, jest używany do pielęgnacji skóry suchej, zniszczonej i łuszczącej się[10].

## Produkcja lnu
Len uprawiany jest na wszystkich kontynentach, przeważnie w strefie umiarkowanej, jest  rośliną przemysłową. Wymaga dużo wody. Z lnu niskiego i wielkoziarnistego uzyskuje się olej, a z wysokiego i małoziarnistego – włókno. W Polsce uprawiany jest głównie len włóknisty w odmianach uprawnych: Swadzimski, Lazur, LCSD-207 oraz LCSD-210; z odmian oleistych: Kotowiecki i LCSD-200.
| Lista największych producentów lnu na rok 2011 |                |
| Kraj                                           | Ilość w tonach |
| Kanada                                         | 368 300        |
| Chiny                                          | 350 000        |
| Rosja                                          | 230 000        |
| Indie                                          | 147 000        |
| Wielka Brytania                                | 71 000         |
| USA                                            | 70 890         |
| Etiopia                                        | 65 420         |
| Kazachstan                                     | 64 000         |
| Ukraina                                        | 51 100         |
| Argentyna                                      | 32 170         |

## Modyfikacje genetyczne
We wrześniu 2009 roku stwierdzono, że len eksportowany z Kanady został zanieczyszczony odmianą genetycznie zmodyfikowaną znaną jako Triffid. Odmiana pomimo posiadania zezwoleń żywnościowych i paszowych w Kanadzie i Stanach Zjednoczonych, została niechętnie przyjęta przez kanadyjskich plantatorów i urzędników zajmujących się lnem. Obawiali się oni, że odmiana ta spowoduje zmniejszenie popytu na len uprawiany w Ameryce Północnej w Europie. 
W 2010 odmiana Triffid została wyrejestrowana i nie była odtąd uprawiana komercyjnie w Kanadzie czy USA. Nasiona tej odmiany zostały wycofane ze sklepów, jednak mimo tych środków ostrożności len eksportowany do Europy okazał się zawierać śladowe ilości transgenicznej odmiany (UE realizuje politykę zerowej tolerancji w odniesieniu do niezatwierdzonych GMO). Kanadyjską odmianę lnu odtworzono z nasion wolnych od odmiany Triffid w 2014 r.

## Udział w kulturze
- W Biblii białe płótno lniane symbolizuje doskonałość i życie wieczne. W białe lniane płótno owijano zmarłych przed pochówkiem[4].
- W Księdze Jozuego jest epizod opisujący, jak zwiadowcy wysłani przez Jozuego do Jerycha ukryli się w ułożonych na dachu niewolnicy Rachab pędach lnu[4].
- Wykorzystanie lnu opisuje baśń Hansa Christiana Andersena pt. Len[19].
- Dawniej oleju lnianego używano do maszczenia potraw w dni postne[13], był też tradycyjnym składnikiem  potraw wigilijnych[10].
- Kwiaty lnu są symbolem pamięci o ofiarach Rzezi wołyńskiej[20].